# Jefea
Jefea es un género de plantas fanerógamas perteneciente a la familia de las asteráceas. Comprende 7 especies descritas y de estas, solo 5 aceptadas.

## Taxonomía
El género fue descrito por John Lance Strother y publicado en Systematic Botany Monographs 33: 22–30, f. 2, 8–9 [maps]. 1991. La especie tipo es Jefea lantanifolia (Schauer) Strother		

## Especies aceptadas
A continuación se brinda un listado de las especies del género Jefea aceptadas hasta julio de 2012, ordenadas alfabéticamente. Para cada una se indica el nombre binomial seguido del autor, abreviado según las convenciones y usos.
- Jefea brevifolia (A.Gray) Strother
- Jefea gnaphalioides (A.Gray) Strother
- Jefea lantanifolia (Schauer) Strother
- Jefea phyllocephala (Hemsl.) Strother
- Jefea pringlei (Greenm.) Strother